# Marolles-sous-Lignières
Marolles-sous-Lignières ist eine französische Gemeinde mit 363 Einwohnern (Stand 1. Januar 2022) im Département Aube in der Region Grand Est (vor 2016 Champagne-Ardenne). Sie gehört zum Kanton Aix-Villemaur-Pâlis im Arrondissement Troyes. 

## Geographie
Marolles-sous-Lignières liegt etwa 33 Kilometer südsüdwestlich von Troyes am Canal de Bourgogne. 
Nachbargemeinden sind Chessy-les-Prés im Norden, Lignières im Osten, Tronchoy im Südosten, Roffey im Süden, Bernouil im Südwesten sowie Flogny-la-Chapelle im Westen.

## Bevölkerungsentwicklung
| Jahr                       | 1962 | 1968 | 1975 | 1982 | 1990 | 1999 | 2006 | 2011 | 2019 |
| -------------------------- | ---- | ---- | ---- | ---- | ---- | ---- | ---- | ---- | ---- |
| Einwohner                  | 352  | 314  | 260  | 275  | 299  | 304  | 317  | 331  | 329  |
| Quellen: Cassini und INSEE |      |      |      |      |      |      |      |      |      |

## Sehenswürdigkeiten
- Kirche Saint-Germain-d’Auxerre